# أنري دي جوردان
هنري دي جوردان (بالفرنسية: Henri de Jordan) عاش (الجزائر 1944 - رويان 1996 م) هو رسّام فرنسي.